# Spregiudicata
Spregiudicata è il quarto album del cantante napoletano Tony Colombo, del 1999

## Tracce
1. Spregiudicata
2. Si ce'o diceno 'e core
3. E nun sone 'o telefono
4. E guaglione rò duemila
5. Ce Vonne 'e solde
6. E vienetenne a mare
7. Rind 'a musica
8. Pè chella llà
9. Ma nun esiste
10. Fai L'amore